# Grammy Awards 1959
La 1ª edizione dei Grammy Awards si è tenuta il 4 maggio 1959 in due differenti cerimonie, a Los Angeles nel Beverly Hilton Hotel e nel Park Sheraton Hotel a New York. È stato trasmesso in televisione dal network statunitense ABC e presentato da Mort Sahl.

## Vincitori e candidati

### Assoluti

#### Registrazione dell'anno
- Nel blu, dipinto di blu - Domenico Modugno
- Catch A Falling Star - Perry Como
- Fever - Peggy Lee
- The Chipmunk Song - David Seville
- Witchcraft - Frank Sinatra

#### Album dell'anno
- The Music from Peter Gunn - Henry Mancini
- Come Fly with Me - Frank Sinatra
- Ella Fitzgerald Sings the Irving Berlin Songbook - Ella Fitzgerald
- Frank Sinatra Sings for Only the Lonely - Frank Sinatra
- Tchaikovsky: Concerto No. 1, In B-Flat Minor, Op.23 - Van Cliburn

#### Canzone dell'anno
- Nel blu dipinto di blu, scritta e cantata da Domenico Modugno
- Catch A Fallin' Star, scritta da Paul Vance e Lee Pockriss, cantata da Perry Como
- Fever, scritta da John Davenport e Eddie Cooley, cantata da Peggy Lee
- Theme To Gigi, scritta da Alan Jay Lerner e Frederick Loewe, cantata da Artisti Vari
- Witchcraft, scritta da Cy Coleman e Carolyn Leigh, cantata da Frank Sinatra

### Per l'infanzia

#### Miglior registrazione per bambini
- The Chipmunk Song – David Seville
- Children's Marching Song – Cyril Stapleton
- Mommy, Give Me a Drinka Water – Danny Kaye
- Witch Doctor – David Seville
- Tubby the Tuba – Jose Ferrer
- Fun in Shariland – Shari Lewis

### Musica classica

#### Miglior interpretazione classica di un'orchestra
- Gaite Parisienne – Felix Slatkin, Hollywood Bowl Symphony
- Barber: Meditation and Dance of Vengeance – Charles Munch e la Boston Symphony
- Beethoven: Symphony No. 6 in F Major – Bruno Walter e la Columbia Symphony Orchestra
- Rimsky-Korsakov: Scheherazade – Pierre Monteux e la London Symphony
- Stravinsky: Le Sacre du Printemps – Leonard Bernstein e la New York Philharmonic

#### Miglior interpretazione classica strumentale (con accompagnamento su scala concertistica)
- Tchaikovsky: Concerto No. 1 in B Flat Minor, Op. 23 – Van Cliburn, Kondrashin Symphony
- Bartok: Concerto for Violin – Isaac Stern
- Brahms: Piano Concerto No.2 – Emil Gilels
- Rachmaninoy: Rhapsody on a Theme of Paganini – Leonard Pennario
- Segovia Golden Jubilee – Andrés Segovia

#### Miglior interpretazione classica strumentale (con accompagnamento non su scala concertistica)
- Segovia Golden Jubilee – Andrés Segovia
- Art of the Harspichord – Wanda Landowska
- Beethoven: Sonata No. 9 and Sonata No. 8 – Nathan Milstein
- Horowitz Plays Chopin – Vladimir Horowitz
- Music for the Harp – Marcel Grandjany

#### Miglior interpretazione classica di musica da camera (inclusa un'orchestra da camera)
- Beethoven: Quartet No. 130 – Hollywood String Quartet
- Beethoven: Trio in E Flat Major/Trio in D Major – Pablo Casals, Eugene Istomin, Joseph Fuchs
- Beethoven: Trio in E Flat, Op.3 – Jascha Heifetz, William Primrose, Grigorij Pjatigorskij
- Ravel: Quartet in F Major / Debussy: Quartet in G Minor – Budapest String Quartet
- Beethoven: Trio in G, Op. 9, No. 1/Trio in C Minor, Op. 9, No. 3 – Jascha Heifetz, William Primrose, Grigorij Pjatigorskij

#### Miglior interpretazione classica vocale solista (con o senza orchestra)
- Recital of Songs and Arias – Renata Tebaldi
- Cherubini: Medea – Maria Callas
- Duets for Spanish Guitar – Salli Terri
- Eileen Farrell as Medea – Eileen Farrell
- Wagner; Prelude and Liebestod (Tristan and Isolde) / Brunnhilde’s Immolation – Eileen Farrell

#### Miglior interpretazione classica lirica o corale
- Virtuoso – Roger Wagner Chorale
- Barber: Vanessa – Dimitri Mitropoulos
- Donizetti: Lucia di Lammermoor – Erich Leinsdorf
- Rossini: Barber of Seville – Maria Callas, Tito Gobbi
- Victoria: Requiem Mass – Dom David Nicholson

### Canzone umoristica

#### Miglior interpretazione umoristica
- The Chipmunk Song – David Seville
- Green Christmas – Stan Freberg
- Improvisations to Music – Mike Nichols, Elaine May
- The Best of the Stan Freberg Shows – Stan Freberg
- The Future Lies Ahead – Mort Sahl

### Composizione e arrangiamento

#### Miglior composizione musicale inedita e pubblicata nel 1958
- Cross Country Suite – Nelson Riddle
- I Want to Live – Johnny Mandel
- Mahagonny – Kurt Weill
- Victory at Sea, Vol. 3 – Richard Rodgers
- Vanessa – Samuel Barber

#### Miglior Arrangiamento
- The Music for Peter Gunn – Henry Mancini
- Billy May’s Big Fat Brass – Billy May
- Come Fly with Me – Billy May
- Fever – Jack Marshall
- Witchcraft – Nelson Riddle

### Country

#### Miglior interpretazione country e western
- Tom Dooley – Kingston Trio
- All I Have To Do Is Dream – Everly Brothers
- Bird Dog – Everly Brothers
- Oh Lonesome Me – Don Gibson
- Oh, Oh, I’m Falling in Love Again – Jimmie Rodgers

### Jazz

#### Miglior interpretazione jazz individuale
- Ella Fitzgerald Sings The Irving Berlin Songbook – Ella Fitzgerald
- Baubles, Bangles and Beads – Jonah Jones
- Burnished Brass – George Shearing
- Dixieland Story – Matty Mattock
- Jumpin’ with Jonah – Jonah Jones

#### Miglior interpretazione jazz di gruppo
- Basie – Count Basie
- Baubles, Bangles and Beads – Jonah Jones
- Burnished Brass – George Shearing
- Sing a Song of Basie – Basie Rhythm Section, Dave Lambert Singers
- The Four Freshmen in Person – Four Freshmen

### Spettacoli musicali

#### Miglior album di un cast originale (Broadway o TV)
- The Music Man – Meredith Willson e il cast originale (con Robert Preston, Barbara Cook, David Burns, Eddie Hodges, Pert Kelton e Helen Reymond)
- Flower Drum Song – Richard Rodgers
- The Music from Peter Gunn – Henry Mancini
- Victory at Sea, Vol. 2 – Richard Rodgers
- Sound of Jazz, Seven Lively Arts – Count Basie, Jimmy Giuffre, Billie Holliday e altri

#### Miglior album di colonna sonora o di un cast originale
- Gigi – André Previn e il cast originale
- Auntie Mame – Ray Heindorf
- I Want to Live – Johnny Mandel
- South Pacific (Original Soundtrack) – Alfred Newman
- The Bridge on the River Kwai – Malcolm Arnold

### Packaging

#### Miglior fotografia di copertina di un album
- Frank Sinatra Sings for Only the Lonely – Frank Sinatra
- Come Fly With Me – Frank Sinatra
- For Whom the Bell Tolls – Ray Heindorf
- Ira Ironstrings Plays Music for People with $3.98 – Ira Ironstrings
- Julie London – Julie

### Pop

#### Miglior interpretazione vocale femminile
- Ella Fitzgerald Sings The Irving Berlin Songbook – Ella Fitzgerald
- Everybody Loves a Lover – Doris Day
- Eydie in Love – Eydie Gormé
- Fever – Peggy Lee
- I Wish You Love – Keely Smith

#### Miglior interpretazione vocale maschile
- Catch A Falling Star – Perry Como
- Come Fly With Me – Frank Sinatra
- The Hawaiian Wedding Song – Andy Williams
- Nel blu dipinto di blu (Volare) – Domenico Modugno
- Witchcraft – Frank Sinatra

#### Miglior interpretazione vocale di un gruppo o di un coro
- That Old Black Magic – Louis Prima, Keely Smith
- Baubles, Bangles, and Beads – Kirby Stone Four
- Imagination – The King Sisters
- Sing a Song of Basie – Lambert, Hendricks, and Ross
- Tom Dooley – Kingston Trio

#### Miglior interpretazione di un'orchestra da ballo
- Basie – Count Basie
- Baubles, Bangles and Beads – Jonah Jones
- Patricia – Pérez Prado
- Tea for Two Cha Cha – Warren Covington & the Tommy Dorsey Orchestra
- The Music from Peter Gunn – Ray Anthony

#### Miglior interpretazione di un'orchestra
- Billy May’s Big Fat Brass – Billy May
- Burnished Brass – George Shearing
- Cross Country Suite – Buddy Defranco
- I Want to Live – Johny Mandel
- Kane Is Able – Jack Kane

### Produzione ed ingegneria del suono

#### Miglior ingegneria del suono di una registrazione classica
- Duets with a Spanish Guitar – Laurindo Almeida, Salli Terri
- Gaiete Parisienne – Felix Slatkin
- Song of the Nightingale – Fritz Reiner
- Stravinsky: Rite of Spring – Leonard Bernstein

#### Miglior ingegneria del suono di una registrazione non classica
- The Chipmunk Song – David Seville
- Billy May’s Big Fat Brass – Billy May
- Come Fly with Me – Frank Sinatra
- Other Worlds Other Sounds – Juan García Esquivel
- Witchcraft – Frank Sinatra

### R&B

#### Miglior interpretazione R&B
- Tequila – The Champs
- Belafonte Sings the Blues – Harry Belafonte
- Looking Back – Nat King Cole
- Patricia – Pérez Prado
- The End – Earl Grant

### Album parlati

#### Miglior interpretazione, documentario o album parlato
- The Best of the Stan Freberg Shows – Stan Freberg
- Two Interviews of Our Time – Henry Jacobs
- The Lady from Philadelphia – Marion Anderson
- Great American Speeches – Melvyn Douglas, Vincent Price, Carl Sandburg, Ed Begley
- Green Christmas – Stan Freberg